# Rostislav Dimitrov
Rostislav Dimitrov (in bulgaro Ростислав Димитров?; 26 dicembre 1974) è un ex triplista bulgaro.

## Palmarès

### Mondiali
- 1 medaglia:
  - 1 argento (Siviglia 1999)

### Europei
- 1 medaglia:
  - 1 bronzo (Budapest 1998)

### Europei indoor
- 1 medaglia:
  - 1 argento (Ghent 2000)